# Florin arubais
Pour les articles homonymes, voir AWG.
Le florin arubais est la monnaie officielle d’Aruba (localement aussi nommé florin, en anglais et papiamento, les deux langues les plus utilisées à Aruba et non le néerlandais bien qu’il soit aussi officiel et retienne le terme gulden peu utilisé et non visible sur les pièces et billets). Son code ISO 4217 est AWG. Il est divisé en 100 cents.
Le florin arubais a été introduit en 1986 en même temps que la compétence de la nouvelle banque centrale créée avec le nouvel État autonome de la couronne néerlandaise ; ce florin arubais a remplacé à parité le florin des Antilles néerlandaises.

## Valeur
Comme le florin antillais, il est resté lié au dollar américain au taux nominal de 1 USD pour 1,79 AWG. Toutefois les achats et ventes de devises sont l’objet de frais de transaction soumis à la concurrence des marchés et la banque centrale Aruba émet et vend ses pièces et billets à un prix légèrement supérieur à son taux nominal (ces frais ne s’appliquent pas pour les transactions financières dématérialisées).
Pour ces raisons, les cours moyens réels sur les marchés peuvent varier très légèrement en fonction des quantités de devises et de liquidités disponibles, ou des limitations liées au contrôle des changes. Le cours du florin d’Aruba est resté très stable depuis son introduction en 1986, et le cours nominal liant la devise au dollar américain n’a pas varié depuis (mais pas son cours par rapport à l’euro ou auparavant avec le florin néerlandais, qui ont beaucoup varié).

## Pièces et billets
Il existe des billets de 10, 25, 50, 100 et 500 florins. Des billets de 5 florins qui ont aussi été émis à partir de 1986 (alors avec une série provisoire de billets, la série de 1990 ayant remplacé tous les précédents qui ont cependant toujours cours légal) mais la production de ces billets de faible valeur a cessé en 1995. Le billet de 500 florins a été introduit en 1993.
Les pièces ont une valeur faciale de 5, 10, 25 et 50 cents, 1 et 2½ florins. Les pièces de 5 florins ont été émises à partir de 1995 en remplacement des billets. Les pièces de 50 cents, et 5 florins avant 2005 étaient carrées, et comme aux Antilles néerlandaises, la pièce de 50 cents est aussi encore appelée le yotin (du mot guillotine en référence à la découpe d’une ancienne pièce de Curaçao).